# Edith Farkas
Edith Elizabeth Farkas (Gyula, 13 de octubre de 1921-Wellington, 3 de febrero de 1993) fue una investigadora hungaroneozelandeza, especializada en la  región antártica, más conocida por ser la primera mujer húngara y también la primera mujer miembro del personal de MetService de Nueva Zelanda en poner un pie en la Antártida. Además, realizó una investigación de monitoreo de ozono, líder en el mundo durante más de treinta años. 

## Primeros años y educación
Edit Farkas nació el 13 de octubre de 1921 en Gyula, Hungría. Asistió a la escuela primaria y secundaria en Szentgotthárd y Győr, Budapest. En 1939, Farkas ingresó en la universidad y se graduó en 1944 con una licenciatura de profesorado de Matemáticas y Física por la Universidad Católica Pázmány Péter en Budapest. Emigró a Nueva Zelanda como refugiada en 1949, después de la guerra, donde completó una maestría en Física en 1952 en la Universidad Victoria de Wellington.

## Carrera e impacto
Farkas fue meteoróloga e investigadora del ozono. Comenzó a trabajar como meteoróloga en la Sección de Investigación del Servicio Meteorológico de Nueva Zelanda en 1951, donde continuó haciéndolo durante unos 35 años.
Farkas monitorizó el ozono desde los años 50 hasta su jubilación en 1986; ejerció el liderazgo en la investigación de la monitorización del ozono por más de tres décadas. Durante la década de los sesenta se centró cada vez más en el estudio del ozono atmosférico, incluida la medición del ozono total con el espectrofotómetro de ozono Dobson. Formó parte de un pequeño grupo internacional de científicos dedicados al estudio de la capa de ozono atmosférico, dentro del cual,en aquel tiempo fue utilizado mayormente como un traceador de ayuda a los estudios de circulación atomosférica. Su trabajo contribuyó sustancialmente al descubrimiento del agujero de la capa de ozono que cambió el comportamiento mundial hacia la contaminación atmosférica. Su interés en medir el ozono atmosférico llevó naturalmente a la aplicación de su conocimiento a la monitorización de la superficie de ozono como parte de los estudios de la contaminación del aire así como la medición de la turbidez atmosférica.
Fue la primera mujer húngara y también la primera mujer miembro del personal de MetService de Nueva Zelanda en poner un pie en la Antártida en 1975. Sus diarios de la Segunda Guerra Mundial forman la base de un libro titulado The Farkas Files. 

## Muerte y legado
Farkas fue la primera mujer en recibir el premio MetService Henry Hill de Nueva Zelanda en 1986, tras su jubilación. Recibió un reconocimiento especial en el Simposio Cuadrienal del Ozono en Alemania en 1988 por su contribución de 30 años a la investigación del ozono. Edith donó al Museo una serie de pertenencias personales y otros objetos relacionados con su carrera, incluidas algunas muestras de rocas de la Antártida, fotografías, publicaciones y la copia original de su novela sobre su estancia en el continente más austral. Luchó una larga batalla contra el cáncer de huesos, y murió en Wellington el 3 de febrero de 1993 